# Jean Archimbaud (réalisateur)
Pour les articles homonymes, voir Jean Archimbaud et Archimbaud.
Jean Archimbaud est un réalisateur français de télévision, né le 30 août 1926 à Mèze (Hérault) et mort le 13 septembre 2020 à Massy (Essonne),.

## Biographie
Jean Archimbaud est un réalisateur de télévision français. 
Diplômé de l'IDHEC (Institut des hautes études cinématographiques. 5e promotion) il commence une carrière cinématographique au Centre cinématographique marocain (notamment : production-réalisation Les Échelles du Couchant, court métrage sur la musique andalouse).
De retour à Paris il est d'abord l'assistant de Jean Prat et commence à réaliser pour la télévision française à partir de 1966.
Il collabore à de nombreuses séries : Le Monde de la musique, Cinq colonnes à la une (Courir au Mans), Le Quart d'heure d'Emmanuel d'Astier de La Vigerie, Plain Chant (avec Hélène Martin, Jacques Prévert, Raymond Queneau, Pierre Seghers), Musique pour les yeux (avec Suzette Worms), Les Cent Livres des hommes (avec Claude Santelli et Françoise Verny) : Madame Bovary, L'Insurgé, Germinal, Le Petit Chose) mais également Portrait de l'Univers (avec Jean Lallier), 30 millions d'amis, L'Avenir du futur et Embarquement porte no 1 avec Jean-Pierre Hutin.
Réalisateur de nombreux documentaires : Annonay, ma ville éclatée, D'où tu viens toi ? (avec Bernard Clavel), L'Île sans rivages : la Corse (avec Marie Susini), Alphonse Allais, Saint François d'Assise (de Michèle Persane-Nastorg avec Henri Virlogeux).
Il réalise également des téléfilms : La Maison des autres (d'après Bernard Clavel, avec Yves Clavel, Pierre Leproux, Anne Jolivet), Malataverne (de Bernard Clavel avec Christian Rist et Myriam Boyer), Le Gardien de l'eau, Les Femmes du bœuf (de Jacques Audiberti avec Paul Mercey), Pas moral pour deux sous (avec André Luguet, Bernard Musson et Béatrice Belthoise), Le Passe-Temps (de Marcel Mithois avec Martine Sarcey et Pierre Maguelon), Plein Soleil, une enfance corse (de Marie Susini avec Florence Pernel et Germaine Delbat).

## Filmographie
Fictions
- 1966 : En votre âme et conscience, épisode : L'Affaire Bouquet de  Pierre Nivollet (assistant réalisateur)
- 1968 : La Maison des Autres (première version)
- 1970 : Les Cent Livres, épisode Madame Bovary
- 1970 : Les Cent Livres, épisode L'Insurgé
- 1971 : Les Cent Livres, épisode Germinal
- 1971 : Les Cent Livres, épisode Le Petit Chose
- 1971 : Pas moral pour deux sous
- 1973 : Le Gardien de l'Eau  (téléfilm)
- 1973 : Malataverne  (téléfilm)
- 1973 : Les Femmes du Bœuf (téléfilm)
- 1974 : Plein Soleil, une enfance corse (téléfilm)
- 1977 : Saint-François d'Assise
- 1979 : Le Passe-Temps (épisode TV du petit théâtre d'Antenne 2)

Documentaires
- 1973 : Annonay, ma ville éclatée
- 1974 : La Bretagne sans télévision
- 1982 : L'île sans rivages: la Corse
- 1985 : La Guerre en Face